# Kanton Pont-Croix
Der Kanton Pont-Croix war bis 2015 ein französischer Wahlkreis im Arrondissement Quimper, im Département Finistère und in der Region Bretagne; sein Hauptort war Pont-Croix.

## Gemeinden
Der Kanton umfasste zwölf Gemeinden:
| Gemeinde         | Bretonisch       | Einwohner (2022) | Fläche (km²) | Code postal | Code Insee |
| ---------------- | ---------------- | ---------------- | ------------ | ----------- | ---------- |
| Audierne         | Gwaien           | 3.708            | 2.95         | 29770       | 29003      |
| Beuzec-Cap-Sizun | Beuzeg-ar-C'hab  | 1.018            | 34.54        | 29790       | 29008      |
| Cléden-Cap-Sizun | Kledenn-ar-C'hab | 912              | 19.08        | 29770       | 29028      |
| Confort-Meilars  | Koñforzh-Meilar  | 860              | 14.68        | 29790       | 29145      |
| Esquibien        | An Eskevien      | 1.593            | 15.42        | 29770       | 29052      |
| Goulien          | Goulien          | 440              | 12.77        | 29770       | 29063      |
| Île-de-Sein      | Enez-Sun         | 280              | 0.60         | 29990       | 29083      |
| Mahalon          | Mahalon          | 1.010            | 21.39        | 29790       | 29143      |
| Plogoff          | Plougoñ          | 1.166            | 11.73        | 29770       | 29168      |
| Plouhinec        | Ploeneg          | 3.923            | 28.05        | 29780       | 29197      |
| Pont-Croix       | Pontekroaz       | 1.635            | 8.09         | 29790       | 29218      |
| Primelin         | Prevel           | 641              | 8.67         | 29770       | 29228      |
| Kanton           | Pontekroaz       | 15.969           | 177.97       | -           | 2933       |

## Bevölkerungsentwicklung
| 1962   | 1968   | 1975   | 1982   | 1990   | 1999   | 2006   | 2012   |
| ------ | ------ | ------ | ------ | ------ | ------ | ------ | ------ |
| 24.791 | 23.595 | 21.689 | 20.092 | 18.498 | 16.498 | 16.248 | 15.969 |